# Annie Leibovitz
Annie Leibovitz (Waterbury, Connecticut, 2 d'octubre de 1949) és una fotògrafa estatunidenca.
Va ser la primera dona a exposar la seva obra en la National Portrait Gallery de Washington DC i l'última de retratar el músic John Lennon, abans que aquest fos assassinat el 1980. L'any 1984 va ser guardonada per l'Associació dels Estats Units d'Editors de Revistes com a Fotògrafa de l'any. El 1988 va rebre el premi Clio per la campanya publicitària d'American Express. A l'abril del 2000, la Biblioteca del Congrés dels Estats Units li va donar el títol de «Llegenda vivent». El 2005, la revista American Photo la va nomenar la fotògrafa més influent dels nostres temps. El maig de 2013 va ser guardonada amb el Premi Príncep d'Astúries de Comunicació i Humanitats.
És la fotògrafa més ben pagada del món i ha treballat per a revistes com Vanity Fair, Rolling Stone i Vogue.
Encara que és coneguda principalment pels seus retrats de celebritats, Leibovitz ha practicat la fotografia documental i de paisatges, contractada per l'editorial Condé Nast Publications des de 1993.

## Biografia
Leibovitz és la tercera filla del matrimoni jueu compost per Samuel Leibovitz, un Tinent Coronel de les  Forces Armades, i Marilyn Heit Leibovitz, una instructora de dansa contemporània. Les feines militars del seu pare obligaven a Annie i als seus cinc germans a mudar-se freqüentment.
A l'escola secundària, Leibovitz es va interessar en diverses branques artístiques. Va començar a escriure i a tocar música, i va ingressar a l'Institut d'Art de San Francisco el 1967 perquè desitjava ser professora d'art. El seu interès per la fotografia va sorgir en una cambra fosca de la base aèria Clark, ubicada en Filipines, on el seu pare va ser destinat durant la Guerra de Vietnam. Per alguns anys va continuar desenvolupant les seves habilitats fotogràfiques mentre treballava en diferents llocs, incloent una temporada en un quibuts israelià el 1969, lloc on va participar en una excavació arqueològica al Temple de Salomó.

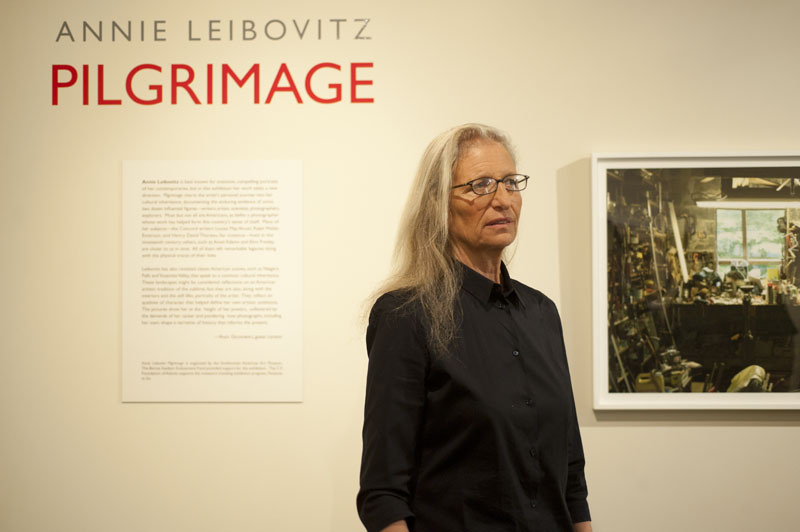
L'exposició Pilgrimage en el Museu de Concord, Massachusetts, al juliol de 2012.

Leibovitz va tenir una relació romàntica amb la prestigiosa escriptora i assagista Susan Sontag, a qui va conèixer el 1988 quan la va fotografiar per a la sobrecoberta del seu llibre La sida i les seves metàfores. Elles mai no van viure plegades, però tenien apartaments on podien veure's l'una a l'altra. Sontag acostumava a criticar i pressionar Annie perquè treballés més de valent, i perquè fos més profunda i personal. De fet, quan Leibovitz va retratar Demi Moore nua i embarassada, va ser Sontag qui va persuadir a l'editora de Vanity Fair, Tina Brown, perquè publiqués aquella controvertida fotografia.
La relació d'ambdues va durar 16 anys. Va culminar al desembre de 2004, quan Susan va morir a causa de les complicacions d'un síndrome mielodisplàstica que va desembocar en una leucèmia mielògena aguda. Annie va tancar un cicle al costat seu en fotografiar-la en el seu llit de mort, i encara estava de dol quan el seu pare també va morir, a començaments de 2005. Ni Leibovitz ni Sontag havien aclarit públicament si la seva relació era familiar, amistosa o de naturalesa romàntica. Tanmateix, quan Annie va ser entrevistada per al seu llibre de l'any 2006, A photographer's life: 1990-2005, va declarar: «Amb Susan, era una història d'amor».
Al pròleg del seu llibre, Leibovitz va entrar en els detalls sobre el seu lesbianisme i la seva relació romàntica-intel·lectual amb Sontag. També va comptar que ambdues estaven preparant un llibre juntes, i va narrar com va ser de difícil el dol després de la seva defunció. Finalment, Annie va reconèixer que va mantenir una relació amorosa amb Sontag. Quan se li va preguntar per què es referia a Susan com «companya» i no específicament com «amant» o «parella», Leibovitz va dir que «amant» era el més escaient. Més tard, Annie va declarar al diari San Francisco Chronicle: «Dígui'ns "amants". M'agrada "amants". Ja sap, "amants" sona romàntic. Vull ser perfectament clara. Jo estimo a Susan». Leibovitz té tres filles: Sarah Cameron (2001) i les bessones Susan i Samuelle (2005), qui van ser gestades per una mare de lloguer.

## Carrera fotogràfica
De tornada als Estats Units el 1971, Leibovitz va obtenir una llicenciatura en Belles Arts a l'Institut d'Art de San Francisco. Posteriorment, va treballar al costat del fotògraf Ralph Gibson.

### RevistaRolling Stone
En aquest període es va postular per treballar com a fotògrafa autònoma a l'aleshores l'emergent revista Rolling Stone. L'editor, Jann Wenner, va quedar impressionat amb el seu [portafolis | dossier] i li va permetre formar part del personal de la seva publicació. Dos anys més tard, Leibovitz va ser ascendida a fotògrafa en cap, càrrec que va mantenir deu anys i on va realitzar cent quaranta-dues cobertes.
El 1975 se li va encarregar la tasca de documentar la gira musical Rolling Stones Tour of the Americas '75 que el grup britànic The Rolling Stones va realitzar als Estats Units i el Canadà. Dos anys més tard, les oficines centrals de Rolling Stone es van mudar a Nova York, per la qual cosa Leibovitz va abandonar la ciutat de San Francisco després de viure deu anys allà. L'arribada a Nova York va estar acompanyada de diversos problemes, entre ells, la seva addicció a les drogues, especialment a la cocaïna.

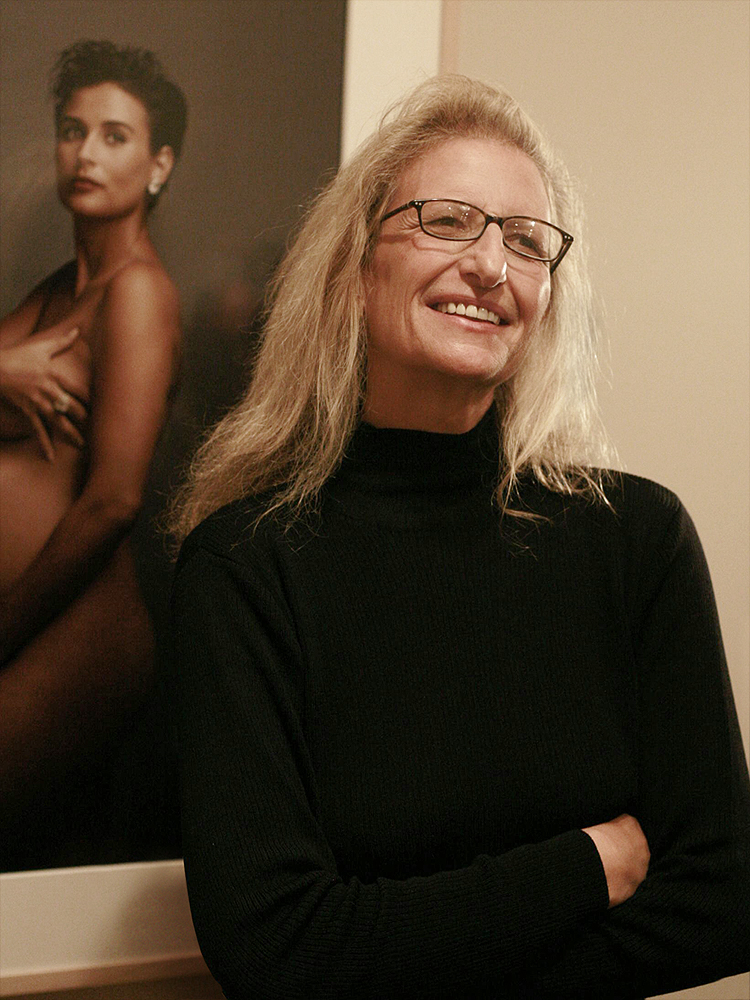
Leibovitz junt al retrat de
Demi Moore a l'exhibició
A photographer's life, 1990-2005 en San Francisco, Califòrnia.

El 8 de desembre de 1980, Annie va acudir al departament del músic John Lennon per fotografiar-lo per a Rolling Stone. Ella li va prometre que una d'aquestes imatges il·lustraria la portada de la revista, encara que els editors no volien que la seva esposa, Yoko Ono, fos retratada al costat seu. La idea d'Annie era recrear la imatge de la caràtula de l'àlbum Double Fantasy del mateix Lennon. Hores després de la sessió fotogràfica, John va ser assassinat pel seu admirador, Mark David Chapman, qui li va disparar quatre vegades a l'entrada del seu edifici a Nova York. Finalment, la fotografia que Rolling Stone va publicar el 22 de gener de 1981 en la seva tapa -sense titulars- va ser aquella en què Lennon apareix nu i acotxat al costat de la seva esposa completament vestida.

### RevistaVanity Fair
Des de 1983, Leibovitz ha treballat com a retratista de la revista nord-americana Vanity Fair, arribant a rebre fins a 2 milions de dòlars anuals per això.
El 1993, Leibovitz va demandar a la companyia cinematogràfica Paramount Pictures per infringir els drets d'autor d'una fotografia seva. La imatge, que va adornar la portada de Vanity Fair dos anys abans, era aquella on apareix l'actriu Demi Moore nua mostrant el seu embaràs. Paramount havia fet una paròdia d'aquesta fotografia per promocionar la seva pel·lícula còmica The naked gun: the final insult. Al cartell es veia a l'actor Leslie Nielsen «embarassat» i posant exactament com Demi. Annie va perdre la demanda quan la cort va considerar que la paròdia de la seva fotografia era d'ús legítim.
Des de l'any 1995, Leibovitz té la missió de retratar els actors i actrius que apareixen a The Hollywood issue, una edició que Vanity Fair publica al març de cada any amb retrats dels actors més destacats de Hollywood.

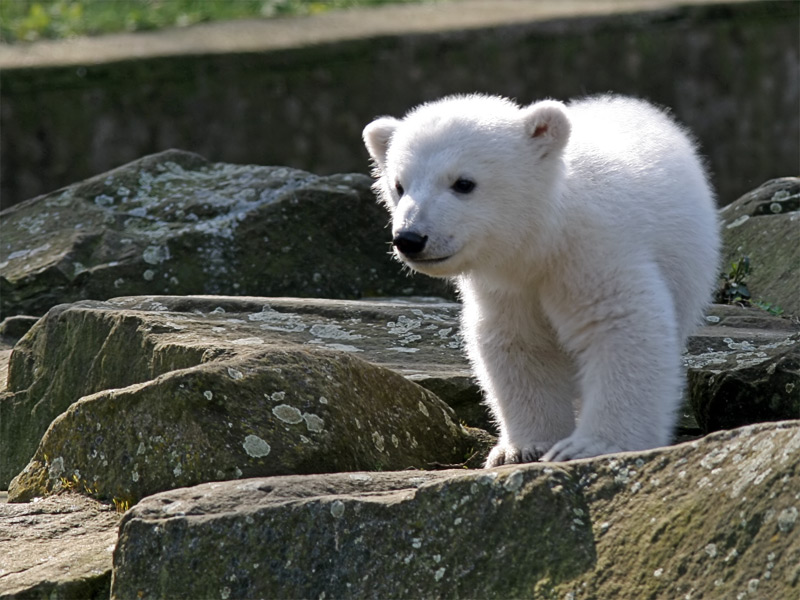
L'os polar Knut va ser fotografiat per Leibovitz a l'abril de 2007 per a una campanya mediambiental i també per a la portada de Vanity Fair.

El maig de 2006, Vanity Fair va editar per primera vegada un número especial dedicat a cura del medi ambient: The green issue. La fotografia que va adornar la portada d'aquest número va estar a càrrec de Leibovitz, qui va retratar els actors Julia Roberts i George Clooney al costat dels activistes ecològics Robert F. Kennedy Jr. i Al Gore. Per a aquesta imatge, Annie es va inspirar a la fotografia Ballet society, presa per Irving Penn el 1948. A l'edició de l'any següent, va ser l'actor Leonardo DiCaprio qui va posar per a Leibovitz en una glacera d'Islàndia. Ella va realitzar un fotomuntatge per aconseguir que el cèlebre os polar Knut apareixera al costat de DiCaprio assegut sobre el gel.
El grup complet de la sèrie de televisió Els Soprano es va reunir per última vegada a la sessió fotogràfica que Leibovitz va realitzar per a Vanity Fair. El reportatge, publicat a l'abril de 2007, va ésser degut amb el terme de la sèrie al juny d'aquell any.
El setembre de 2007, Annie va ser la primera de fotografiar a la filla dels actors Tom Cruise i Katie Holmes, Sury, donant fi als rumors que asseguraven que la bebè no existia. La imatge, on la nena surt des de dins de la jaqueta del seu pare, va ser publicada a la portada de Vanity Fair. La resta de les fotografies van aparèixer al reportatge de vint-i-dues pàgines que se li va dedicar a la família Cruise-Holmes.
Durant el juliol de 2007, Annie va haver de fotografiar a vint-i-una celebritats (actors, cantants, models, empresaris, esportistes, polítics i religiosos) per les vint cobertes diferents que Vanity Fair va publicar en el seu especial The Àfrica issue, l'edició del qual va estar a càrrec del cantant Bono.

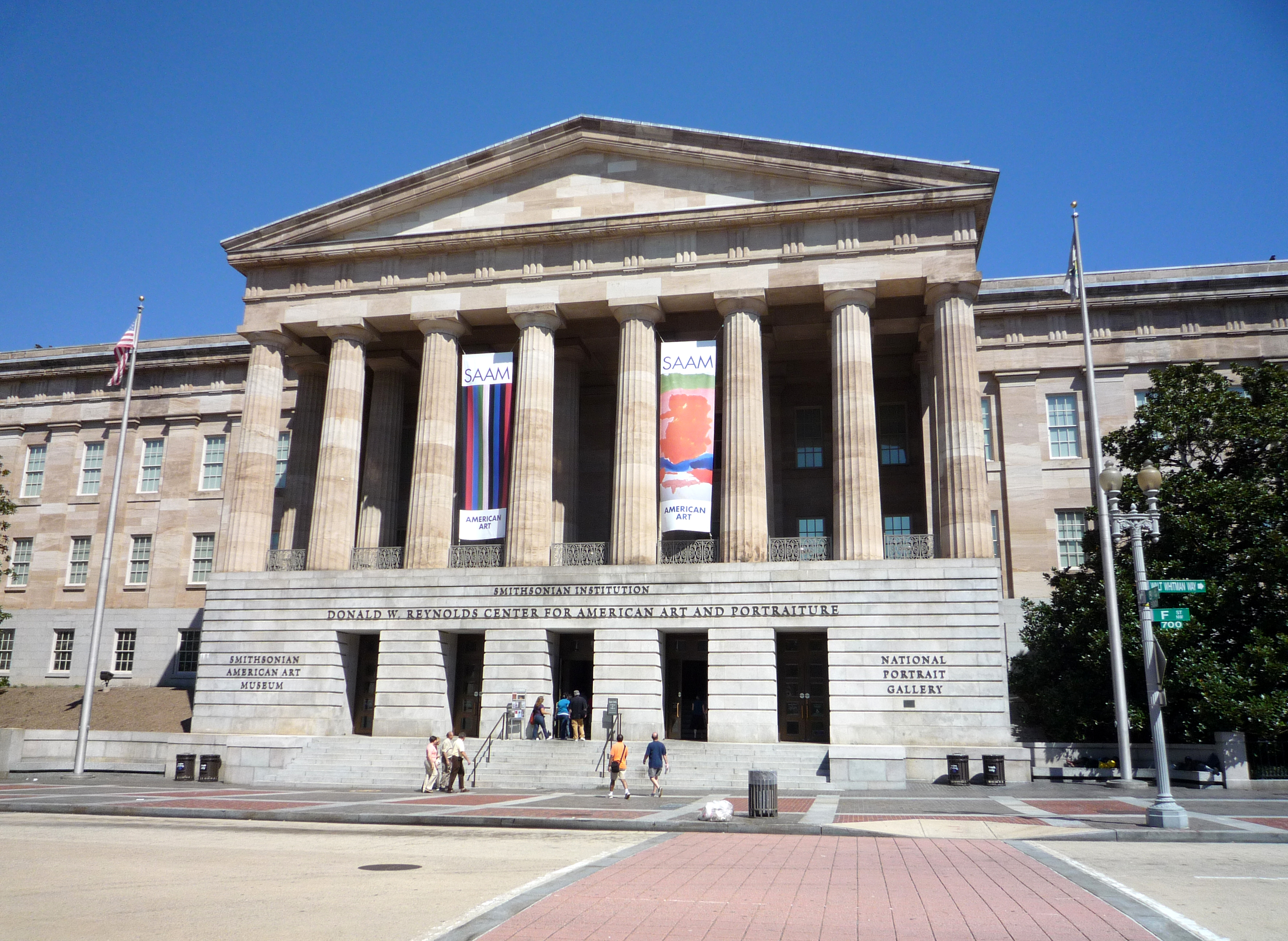
La National Portrait Gallery (Washington)

Cap a finals de 2007, Leibovitz va tenir accés exclusiu als estudis de filmació de la pel·lícula  Indiana Jones 4, on va poder retratar els seus protagonistes i els seus directors. Aquestes es van convertir en les primeres imatges de la pel·lícula abans de la seva estrena el maig de 2008 i van ser publicades per Vanity Fair en la seva edició de febrer d'aquest any.
El 14 de febrer de 2008, Vanity Fair va recopilar els més destacats retrats de celebritats per a l'exposició Vanity Fair portraits-photographs 1913-2008 que va ser muntada a la National Portrait Gallery de Londres. Annie va ser una de les que va participar en la mostra.
Al maig d'aquest any, es va generar una certa controvèrsia quan Annie va retratar la cantant i actriu Miley Cyrus, aleshores de quinze anys, cobrint el seu bust solament amb un llençol. La companyia Disney, on treballava Cyrus, va lamentar que Vanity Fair manipulés deliberadament a una jove de quinze anys per vendre més revistes. Dies més tard, Miley va demanar disculpes als seus admiradors, argumentant que la revista li havia fet creure que les imatges estaven pensades de manera artística. Finalment, Leibovitz va declarar mitjançant un comunicat de premsa a Vanity Fair que la seva fotografia havia estat mal interpretada.

### Altres projectes
Annie va ser invitada el 1986, a realitzar una sèrie de cartells amb motiu de la Copa Mundial de Futbol a Mèxic. Aquella va ser la primera vegada a la història del torneig que a un fotògraf se li va encomanar aquesta missió.
El 1988, Leibovitz va retratar diverses celebritats per a una campanya publicitària de la targeta de crèdit American Express, per la qual va guanyar el premi Clio. Dos anys més tard va fundar l'Estudi Annie Leibovitz a Nova York.

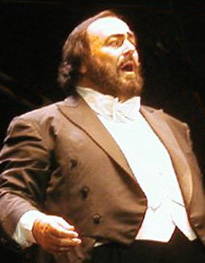
El 1988, Luciano Pavarotti va ser retratat per Leibovitz per a uns anuncis de American Express, pels quals va guanyar els premis Clio Awards, Kelly i Advertising Age.

L'any 1991 es va convertir en el segon fotògraf viu -i la primera dona- a exhibir la seva obra a la National Portrait Gallery de Washington DC. La mostra, que va comptar amb més de dos-cents retrats en blanc i negre i en color, va ser seguida per la publicació del llibre Photographs: Annie Leibovitz 1970-1990. Aquest mateix any, Leibovitz va voler emular la gesta de la fotògrafa Margaret Bourke-White en pujar-se sobre una de les gàrgoles del pis seixanta-un de l'edifici Chrysler -a Manhattan- per retratar el ballarí David Parsons. El reporter gràfic de la revista Life, John Loengard, la va fotografiar a ella quan es trobava al caire del perill sobre l'estàtua. També el 1991, el ballarí Mikhaïl Baríxnikov va invitar Annie a documentar la creació del seu projecte de dansa White oak.
El 1992 es va exhibir als Estats Units el curtmetratge Zoetrope, dirigit per Leibovitz, a través del canal de televisió Public Broadcasting Service. El 1993 va començar a treballar per a la revista de modes Vogue i va rebre un doctorat honorari per part de l'Institut d'Art de San Francisco, on ella havia estudiat a la seva joventut. En aquesta època, la Fundació San Francisco AIDS va exhibir una sèrie de retrats presos per Annie a gent malalta amb sida, i a més a més es va muntar una exposició amb les fotografies que ella havia capturat durant el Setge de Sarajevo i la Guerra de Bòsnia mesos abans.
El 1996, Leibovitz va ser la fotògrafa oficial dels Jocs Olímpics d'Estiu a Atlanta, Geòrgia. Una compilació de retrats en blanc i negre d'atletes va ser publicada al juny d'aquell any en el llibre Olympic portraits. La seva pròxima publicació va ser Women (1999), que venia acompanyada d'un assaig escrit per la seva parella, Susan Sontag. Als retrats femenins d'aquesta col·lecció apareixien jutgesses, mineres i grangeres, entre d'altres. L'any 2000, Annie va ser l'encarregada d'escollir i retrarar a cinc dones per al Calendari Pirelli que l'empresa italiana Pirelli publica cada temporada.
Posteriorment, el diari The New York Times va contractar Leibovitz perquè documentés -entre juliol de 2005 i juliol de 2006- la construcció del seu edifici corporatiu a la ciutat de Nova York. La col·lecció de trenta-cinc imatges va ser inspirada per les fotografies que Lewis Hine i Margaret Bourke-White van prendre en els anys 1930 als edificis Chrysler i Empire State respectivament.
A l'octubre de 2006, es va exhibir el documental Annie Leibovitz: una vida a través de la lent, el qual va ser dirigit per la germana petita d'Annie, Barbara. En ell es mostraven escenes íntimes de la vida de la fotògrafa, a més a més d'entrevistes a diverses celebritats que van posar per a ella.
Una retrospectiva de la seva obra va ser portada a terme al Museu Brooklyn, des d'octubre de 2006 fins a gener de 2007. L'exposició estava basada en el seu llibre Annie Leibovitz: a photographer's life, 1990-2005 i incloïa retrats de celebritats i també de la seva pròpia família. Entre les fotografies es trobava la del cadàver de Susan Sontag, qui havia mort de càncer el 2004.

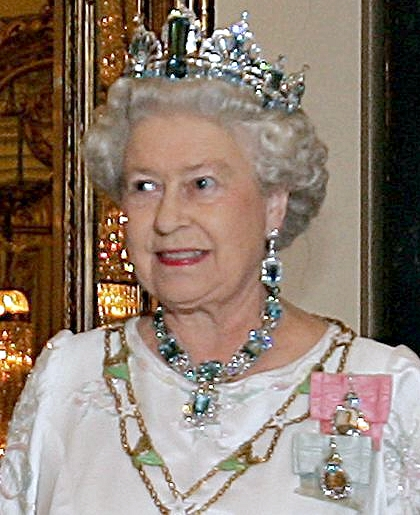
Segons un tràiler emès per la BBC, la reina Elisabet II es va enfadar quan Annie li va suggerir treure's la corona durant una sessió fotogràfica en el Palau de Buckingham. Tot va ser un malentès.

L'any 2007, la reina Elisabet II del Regne Unit li va demanar a Annie que prengués les fotografies oficials de la seva visita d'estat a Virgínia. La sessió fotogràfica va ser gravada pel canal de televisió  BBC per al documental A year with the Queen (en català: 'Un any amb la Reina'). Un tràiler promocional del documental va mostrar a la Reina reaccionant emprenyada quan Leibovitz li va suggerir treure's la corona per lluir més informal. Després es va mostrar una altra escena on es veia a la Soberana caminant per un passadís mentre lI deia a un ajudant: «No canviaré res. N'he tingut suficient vestint-me així, gràcies a tu». Posteriorment, la BBC es va disculpar i va admetre que la seqüència d'esdeveniments en el tràiler era errònia.
També durant el 2007, la companyia  Walt Disney va contractar a Leibovitz per realitzar una sèrie de fotografies amb celebritats interpretant a diferents personatges de les seves clàssiques pel·lícules. La campanya publicitària es va denominar Walt Disney world's year of a million dreams.
Cap a finals de juliol de 2007, la marca d'accessoris de moda Louis Vuitton va realitzar una campanya publicitària amb Leibovitz com a fotògrafa. Les celebritats que van participar aquella ocasió van ser els tennistes André Agassi i Steffi Graf, l'actriu Catherine Deneuve i el polític Mikhaïl Gorbatxov, qui va posar al seient posterior d'un auto amb les restes del Mur de Berlín al fons. Mesos més tard, d'altres personalitats de l'espectacle que van posar per a Annie van ser el guitarrista de The Rolling Stones, Keith Richards, l'actor Sean Connery, el cineasta Francis Ford Coppola, la filla d'aquest, Sofia, la model francesa Laetitia Casta, i els astronautes Buzz Aldrin, Jim Lovell i Sally Ride.
A mitjan març de 2008, Annie va fotografiar a la model Gisele Bündchen i al jugador de bàsquet LeBron James, per a una coberta històrica de Vogue. Dies més tard, un grup de comentaristes -entre ells Samir Husni- van assegurar que la imatge tenia connotacions racistes, perquè el posat de James recordava King Kong, mentre que Bündchen representava la rossa que captiva el goril·la. Al desembre del mateix any, Annie va figurar a la llista de «Les 10 persones més fascinadores de l'any», elaborada anualment per la destacada periodista Barbara Walters.

### Retrats destacats

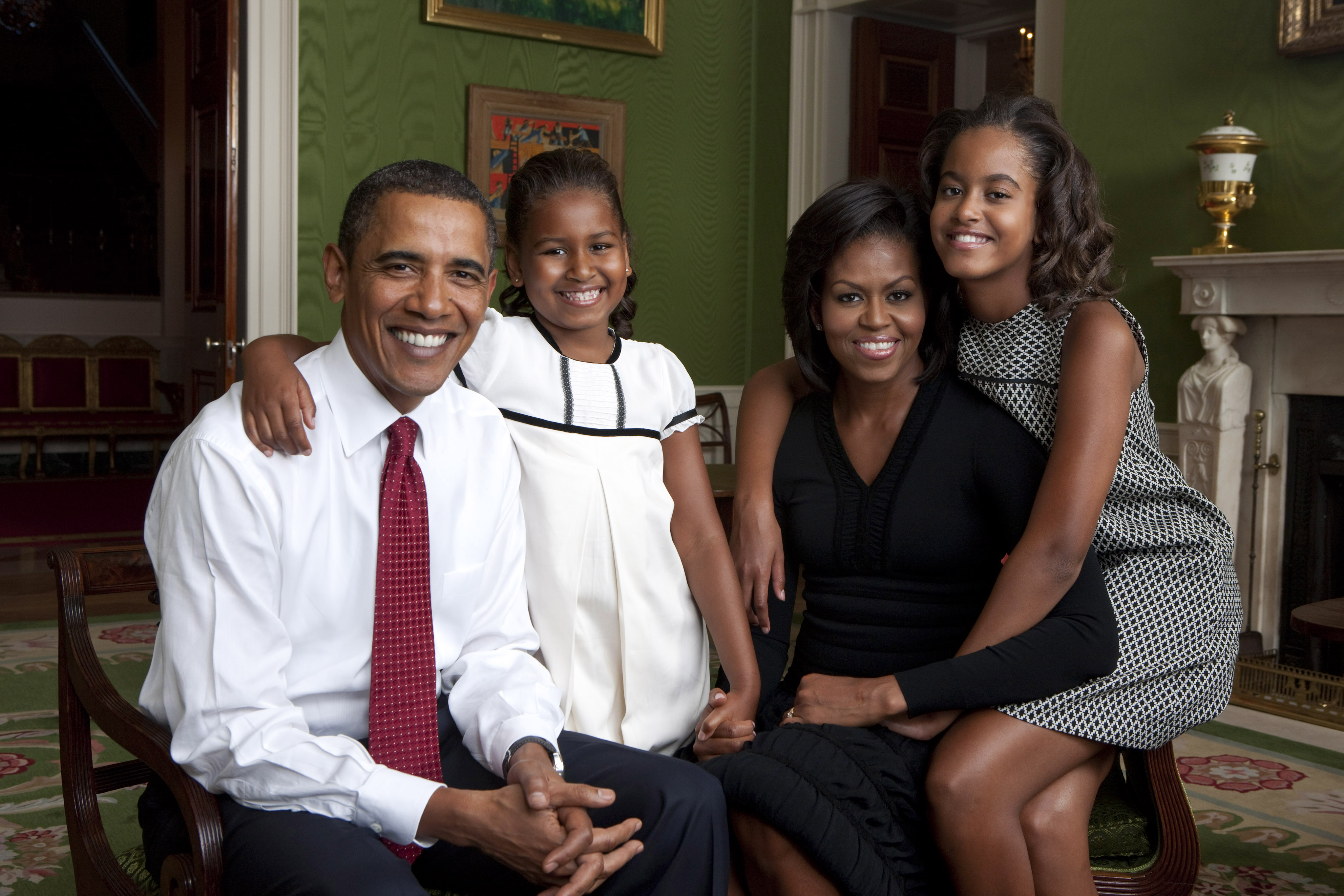
El president dels Estats Units, Barack Obama, i la seva família posant per a Leibovitz al Saló Verd de la Casa Blanca. 1 de setembre de 2009.

- Yoko Ono acostada mentre el seu marit, John Lennon, l'abraça i s'acotxa tot nu.
- Bruce Springsteen. En concret el cul del cantant enfundat en uns vells vaquers; es va tractar d'una fotografia presa a l'atzar en la sessió fotogràfica del disc Born in the U.S.A., i que, es va convertir en la portada de l'àlbum.
- L'actriu Demi Moore nua, exhibint el seu embaràs de set mesos.
- Whoopi Goldberg submergida a una banyera plena de llet, deixant només veure el seu rostre i les seves extremitats.[60]
- George W. Bush i el seu  Gabinet posant al despatx Oval de la Casa Blanca, després dels atemptats terroristes de l'11 de setembre de 2001.[61]
- L'artista búlgar Christo embolicat completament en tela, tal com ell empaqueta els edificis.[62]
- La cantant Dolly Parton posant somrient, mentre l'actor Arnold Schwarzenegger infla els seus bíceps darrere seu sense mostrar el seu rostre.
- Els actors Dan Aykroyd i John Belushi disfressats com The Blues Brothers amb les seves cares pintades de blau.
- La reina Elisabet II del Regne Unit, mirant cap a Londres per la finestra d'un saló del Palau de Buckingham.
- L'artista Keith Haring, qui apareix amb el seu cos pintat igual a un dels seus quadres.[63]
- El polític rus Mikhaïl Gorbatxov assegut dintre d'un automòbil amb les restes del Mur de Berlín al fons.[64]
- El cantant Sting cobert de fang al desert, fent-se mimetisme amb el paisatge.[65]
- Un primer pla del músic Pete Townshend, qui recolza el cap sobre la seva mà mentre brolla sang des de la seva palma.
- La cantant i actriu Miley Cyrus cobrint el seu bust només amb un llençol blanc quan ella tenia tot just 15 anys.

### Llibres
- Annie Leibovitz. Photographs.  Pantheon/Rolling Stone Press, 1983. ISBN 978-0-394-53208-0.

- Annie Leibovitz. Photographs: Annie Leibovitz, 1970-1990.  HarperCollins Publishers, 1991. ISBN 978-0-06-016608-3.

- Annie Leibovitz. Olympic portraits.  Bulfinch Pr, 1996. ISBN 978-0-8212-2366-6.

- Annie Leibovitz; Susan Sontag. Women.  Random House, 1999. ISBN 0375756469.

- Annie Leibovitz. Stardust: Annie Leibovitz, 1970-1999.  Louisiana Museum for Modern Art, 2000. ISBN 978-87-90029-49-4.

- Annie Leibovitz. Annie Leibovitz: American music.  Jonathan Cape, 2003. ISBN 978-0-224-07271-7.

- Annie Leibovitz. Annie Leibovitz: A photographer's life, 1990 – 2005.  Random House, 2006. ISBN 978-0-375-50509-6.

- Annie Leibovitz. Annie Leibovitz at work.  Random House, 2008. ISBN 978-0-375-50510-2.

- Annie Leibovitz; Doris Kearns Goodwin. Pilgrimage.  Random House, 2011. ISBN 0375505083.

## Guardons
El 2009, la Royal Photographic Society la va guardonar amb la Medalla Centenari, que reconeix la seva significativa contribució a l'art de la fotografia, i al maig de 2013 va obtenir el Premi Príncep d'Astúries de Comunicació i Humanitats.